# Nuottajärvi (sjö i Finland)
Nuottajärvi är en sjö i Finland. Den ligger i kommunen Kolari i landskapet Lappland, i den norra delen av landet, 800 km norr om huvudstaden Helsingfors. Nuottajärvi ligger 165,1 meter över havet. Arean är 13,8 hektar och strandlinjen är 2,36 kilometer lång. Sjön  ingår i Torne älvs huvudavrinningsområde. 